# Matsucoccus boratynskii
Matsucoccus boratynskii är en insektsart som beskrevs av Bodenheimer 1955. Matsucoccus boratynskii ingår i släktet Matsucoccus och familjen pärlsköldlöss. Inga underarter finns listade i Catalogue of Life.